# Anna Burnsová
Anna Burnsová (* 7. března 1962, Belfast) je spisovatelkou ze Severního Irska. Její román Mlíkař (anglicky Milkman) získal Bookerovu cenu za rok 2018, Orwellovu cenu za politickou fikci za rok 2019 a Mezinárodní dublinskou literární cenu za rok 2020.

## Život
Anna Burnsová se narodila v dělnické katolické čtvrti Ardoyne v Belfastu. Po střední škole se odstěhovala do Londýna, kde žije dodnes.